# 網紋刺鰍
網紋刺鰍為輻鰭魚綱合鰓目刺鰍亞目刺鰍科的其中一種，分布於亞洲泰國及馬來半島的淡水流域，體長可達70公分，棲息在流動的水域，在夜間活動，屬肉食性，以昆蟲幼蟲、蠕蟲等為食。